# Марлене Фераш
Марлене Фераш (на португалски: Marlene Ferraz) е португалска психоложка и писателка, авторка на произведения в жанровете драма, любовен роман и детска литература.

## Биография и творчество
Фераш е родена на 26 септември 1979 г. във Виана ду Кащелу, Португалия. Работи като клиничен психолог. Започва да пише разкази като упражнение за анализ на натрупания опит и неговото синтезиране. 
Първият ѝ разказ „Benedito Homem“ е публикуван през 2007 г. в сборника „Млади творци“. Същата година е издаден сборникът ѝ с разкази „Sete Palmos de Terra“ (Седемте палми на земята) удостоен с наградата „Афонсо Дуарте“. Следват сборниците ѝ „Na Terra dos Homens“ (В земята на хората) от 2009 г. получил наградата „Мигел Торга“ и „O Tempo do Senhor Blum e outros contos“ (Времето на г-н Блум и други разкази) от 2013 г. получил наградата „Афонсо Дуарте“.
Първият ѝ роман „Непотребният живот на Жузе Омейн“ е издаден през 2013 г. В него представя историята на двама души, които по различни причини не са познали обичта, но които заедно се учат на нея – единият в края на живота си, а другият в самото му начало. През 2012 г. получава за романа голямата португалска награда за дебют „Агущина Беса-Луиш“.
През 2017 г. е издаден вторият ѝ роман „As Falsas Memórias de Manoel Luz“ (Фалшивите спомени на Мануел Луш). След смъртта на издателя си, писателят Мануел Луш се сблъсква с неочаквани тайни, които го карат да преосмисли истините за живата си и да прекомпозира житейския си разказ. 
Нейни разкази са включени и в сборниците „Как да нарисуваме човешкото тяло“ (2018), „Майките, които са всичко“ (2019) и в други публикации. 
Марлене Фераш живее със семейството си във Виана ду Кащелу. 

## Произведения

### Самостоятелни романи
- A Vida Inútil de José Homem (2013) – награда „Агущина Беса-Луиш“[2][1]
Непотребният живот на Жузе Омейн, изд. „Матком“ (2016), прев. Илияна Чалъкова
- As Falsas Memórias de Manoel Luz (2017)

### Сборници
- Sete Palmos de Terra (2007) – разкази, награда „Афонсо Дуарте“[2]
- Na Terra dos Homens (2009) – разкази, награда „Мигел Торга“
- O Tempo do Senhor Blum e outros contos (2013) – разкази, награда „Афонсо Дуарте“

### Детска литература
- O Princípio de Todas as Coisas (2008) – награда „Матилде Роза Араухо“[2]
- O Elefante com o Coração na Lua (2019)

### Разкази
- Benedito Homem (2007)
- O Amargo das Laranjas (2009) – награда „Флоренсио Тера“[2]